# Aksujärvi (Gällivare socken, Lappland, 744312-175755)
Aksujärvi är en sjö i Gällivare kommun i Lappland och ingår i Kalixälvens huvudavrinningsområde.